# Orthogonia wolonga
Orthogonia wolonga là một loài bướm đêm trong họ Noctuidae.